# Бриджвотер (переписна місцевість, Массачусетс)
Бриджвотер (англ. Bridgewater) — переписна місцевість (CDP) в США, в окрузі Плімут штату Массачусетс. Населення — 7841 особа (2010).

## Географія
Бриджвотер розташований за координатами 41°59′11″ пн. ш. 70°58′5″ зх. д. / 41.98639° пн. ш. 70.96806° зх. д. (41.986287, -70.968193).  За даними Бюро перепису населення США в 2010 році переписна місцевість мала площу 5,96 км², з яких 5,90 км² — суходіл та 0,06 км² — водойми.

## Демографія
Згідно з переписом 2010 року, у переписній місцевості мешкала 7841 особа в 2406 домогосподарствах у складі 1137 родин. Густота населення становила 1316 осіб/км².  Було 2596 помешкань (436/км²).
Расовий склад населення:
| - 89,2 % — білих - 4,9 % — чорних або афроамериканців - 1,8 % — азіатів - 0,2 % — корінних американців - 1,5 % — осіб інших рас |

До двох чи більше рас належало 2,4 %. Частка іспаномовних становила 3,7 % від усіх жителів.
За віковим діапазоном населення розподілялося таким чином: 11,5 % — особи молодші 18 років, 80,1 % — особи у віці 18—64 років, 8,4 % — особи у віці 65 років та старші. Медіана віку мешканця становила 22,7 року. На 100 осіб жіночої статі у переписній місцевості припадало 80,5 чоловіків;  на 100 жінок у віці від 18 років та старших — 77,5 чоловіків також старших 18 років.
Середній дохід на одне домашнє господарство  становив 64 156 доларів США (медіана — 44 728), а середній дохід на одну сім'ю — 79 424 долари (медіана — 72 448). Медіана доходів становила 52 508 доларів для чоловіків та 34 510 доларів для жінок. За межею бідності перебувало 23,3 % осіб, у тому числі 34,1 % дітей у віці до 18 років та 5,7 % осіб у віці 65 років та старших.
Цивільне працевлаштоване населення становило 4614 осіб. Основні галузі зайнятості: освіта, охорона здоров'я та соціальна допомога — 30,8 %, роздрібна торгівля — 20,5 %, мистецтво, розваги та відпочинок — 17,2 %.